# فهد الحساوي
فهد عبد الله الحساوي  (1937 - 2019) وزير الدولة لشؤون البلدية الكويتي السابق مُنذ عام 1990 حتى 1991.

## السيرة الشخصية
```
ولد 
بالكويت
 عام 
1937
، ودرس في (المدرسة القبلية) التي أنهى فيها المرحلة الإبتدائية، وعندما أنهى دراسته في هذه المدرسة واصل دراسته إلى أن أنهى المرحلة الدراسية الثانوية سنة 
1958
، فقررت دائرة معارف الكويت (وزارة التربية حاليًا) أن ترسله إلى خارج البلاد من أجل استكمال دراسته فكان طريقه العلمي ينتهي في 
الولايات المتحدة الأميركية
، فاستأنف الدراسة هناك في جامعة الباسفيك بولاية كاليفورنيا وتخرج بتخصص هندسة الطرق والمرور (من فروع الهندسة المدنية).
[
2
]
```

## دوره أثناء الغزو العراقي للكويت
أثناء الغزو العراقي للكويت التحق بالحكومة الكويتية التي اتخذت لها مقرًا مؤقتًا في مدينة الطائف السعودية، وقام بصفته وزير الدولة لشؤون البلدية في تلك الحكومة بدور مهم فيما يتعلق بإعادة الإعمار، وكانت الحكومة قد أقرت تشكيل لجنة لذلك في الولايات المتحدة الأميركية، وكان وزير الدولة لشؤون البلدية في حكومة الكويت هو المنسق العام الرابط بين توجهات الحكومة وأهداف اللجنة وأعمالها.

## حياته المهنية
- عمل في دائرة بلدية الكويت منذ سنة 1964.
- وكيل مساعد (يسمى في البلدية مساعد المدير العام).
- نائبا لرئيس المهندسين في سنة 1974.
- رئيسا للمهندسين بدرجة وكيل وزارة وذلك في سنة 1984.
- وزيرا للدولة لشؤون بلدية الكويت في سنة 1990.
- عضوا في مجلس إدارة هيئة الشعيبة الصناعية.
- عضو هيئة تقسيم المنطقة المقسومة مع المملكة العربية السعودية.